# Sigara signata
Sigara signata är en insektsart som först beskrevs av Franz Xaver Fieber 1851.  Sigara signata ingår i släktet Sigara och familjen buksimmare. Inga underarter finns listade i Catalogue of Life.